# European Touring Car Cup 2010
European Touring Car Cup 2010 var det femte året med FIA European Touring Car Cup och den första säsongen med mer än en tävlingshelg. Super 2000-klassen vanns återigen av Michel Nykjær, Super Production-klassen vanns av Vojislav Lekić och Super 1600 av Carsten Seifert.

## Kalender
| Datum      | Bana                   | Race | Segrare - Super 2000 | Segrare - Super Production | Segrare - Super 1600 |
| ---------- | ---------------------- | ---- | -------------------- | -------------------------- | -------------------- |
| 28 mars    | Circuito Vasco Sameiro | 1    | James Thompson       | ingen klassificerad        | Jens Löhnig          |
| 28 mars    | Circuito Vasco Sameiro | 2    | César Campaniço      | ingen klassificerad        | Jens Löhnig          |
| 25 juli    | Salzburgring           | 3    | Michel Nykjær        | Vojislav Lekić             | Carsten Seifert      |
| 25 juli    | Salzburgring           | 4    | Michel Nykjær        | Vojislav Lekić             | Jens Löhnig          |
| 17 oktober | Franciacorta           | 5    | Michel Nykjær        | Vojislav Lekić             | Carsten Seifert      |
| 17 oktober | Franciacorta           | 6    | Michel Nykjær        | Vojislav Lekić             | Carsten Seifert      |

- En tävling på Motorsport Arena Oschersleben var planerad, men den ströks då den skulle ha gått samtidigt som andra tävlingar för förarna.

## Team och Förare
| Bilmärke            | Team                          | #  | Förare             | Klass            | Tävlingshelger |
| ------------------- | ----------------------------- | -- | ------------------ | ---------------- | -------------- |
| Honda Accord Euro R | Hartmann Honda Racing         | 1  | James Thompson     | Super 2000       | Alla           |
| Honda Accord Euro R | Hartmann Honda Racing         | 2  | Tomas Engström     | Super 2000       | 1              |
| Honda Accord Euro R | Hartmann Honda Racing         | 4  | Wolfgang Treml     | Super 2000       | 2 - 3          |
| Honda Accord Euro R | Engström Motorsport           | 2  | Tomas Engström     | Super 2000       | 2 - 3          |
| SEAT León 2.0 TFSi  | Čolak Racing Team             | 3  | Marin Čolak        | Super 2000       | 1              |
| SEAT León 2.0 TFSi  | SUNRED Engineering            | 8  | Timur Sadredinov   | Super 2000       | 1              |
| SEAT León 2.0 TFSi  | SUNRED Engineering            | 12 | Michaël Rossi      | Super 2000       | 1 - 2          |
| SEAT León 2.0 TFSi  | Veloso Motorsport/Sport & You | 14 | Francisco Carvalho | Super 2000       | [ 11 ]         |
| BMW 320i E46        | Bevz Kostantyn                | 5  | Irina Protasova    | Super 2000       | 1 - 2          |
| BMW 320i E46        | Bevz Kostantyn                | 6  | Yuriy Protasov     | Super 2000       | 1              |
| BMW 320i E46        | Bevz Kostantyn                | 7  | Leonid Protasov    | Super 2000       | 1 - 2          |
| BMW 320i E46        | Tsunami Racing Team           | 17 | Andrii Kruglyk     | Super 2000       | 2              |
| BMW 320i E46        | Promotor Sport                | 29 | Massimo Zanin      | Super 2000       | 3              |
| BMW 320i E46        | Promotor Sport                | 30 | Mariano Bellin     | Super 2000       | 3              |
| BMW 320si           | Novadriver Racing Team        | 9  | César Campaniço    | Super 2000       | 1              |
| BMW 320si           | Poulsen Motorsport            | 11 | Kristian Poulsen   | Super 2000       | 1              |
| BMW 320si           | Borusan Otomotiv Motorsport   | 10 | Aytaç Biter        | Super 2000       | 2 - 3          |
| BMW 320si           | Borusan Otomotiv Motorsport   | 13 | İbrahim Okyay      | Super 2000       | Alla           |
| BMW 320si           | Liqui Moly Team Engstler      | 17 | Rustem Teregulov   | Super 2000       | 2              |
| Honda Civic Type-R  | Rikli Motorsport              | 19 | Peter Rikli        | Super 2000       | 2 - 3          |
| Honda Accord Euro R | Rikli Motorsport              | 20 | Jörg Schori        | Super 2000       | 2 - 3          |
| SEAT León 2.0 TDi   | SUNRED Engineering            | 21 | Michel Nykjær      | Super 2000       | 2 - 3          |
| Audi A4             | Mayer Motorsport              | 22 | Oliver Mayer       | Super 2000       | ?              |
| Honda Civic Type-R  | SC Papa's Racing Team         | 51 | Marcis Birkens     | Super Production | 1              |
| Honda Civic Type-R  | Djelmas Sport                 | 54 | Vojislav Lekić     | Super Production | 2 - 3          |
| BMW 320i            | F.Motorsport                  | 52 | Fabio Fabiani      | Super Production | 2 - 3          |
| Ford Fiesta ST      | NK Racing Team                | 71 | Carsten Seifert    | Super 1600       | Alla           |
| Ford Fiesta ST      | NK Racing Team                | 73 | Florian Heitmeier  | Super 1600       | 1              |
| Ford Fiesta 1.6 16V | ATM Racing                    | 72 | Jens Löhnig        | Super 1600       | Alla           |
| Ford Fiesta ST      | ATM Racing                    | 74 | Sergey Krylov      | Super 1600       | 2 - 3          |
| Ford Fiesta ST      | ATM Racing                    | 76 | Charlie Geipel     | Super 1600       | 3              |
| Citroën C2 VTS      | Gena Autosport                | 75 | Zeljko Markovic    | Super 1600       | 3              |

## Slutställningar

### Super 2000
| Pl. | Förare           | BRA | BRA | SAL | SAL | FRA | FRA | Poäng |
| --- | ---------------- | --- | --- | --- | --- | --- | --- | ----- |
| 1   | James Thompson   | 1   | 3   | 2   | 2   | 3   | 3   | 44    |
| 2   | Michel Nykjær    |     |     | 1   | 1   | 1   | 1   | 40    |
| 3   | Tomas Engström   | 2   | 7   | 3   | 3   | 2   | 2   | 38    |
| 4   | İbrahim Okyay    | 5   | 4   | 7   | 6   | 5   | 5   | 22    |
| 5   | Wolfgang Treml   |     |     | 4   | 4   | 4   | 6   | 18    |
| 6   | César Campaniço  | 4   | 1   |     |     |     |     | 15    |
| 7   | Kristian Poulsen | 3   | 2   |     |     |     |     | 14    |
| 8   | Peter Rikli      |     |     | NC  | 16  | 6   | 4   | 8     |
| 9   | Michaël Rossi    | 6   | Ret | Ret | 5   |     |     | 7     |
| 10  | Aytaç Biter      |     |     | 5   | 8   | 8   | 8   | 7     |
| 11  | Marin Čolak      | 7   | 6   |     |     |     |     | 5     |
| 12  | Andrii Kruglyk   |     |     | 6   | 7   |     |     | 5     |
| 13  | Timur Sadredinov | 9   | 5   |     |     |     |     | 4     |
| 14  | Jörg Schori      |     |     | 12  | 10  | 7   | 7   | 4     |
| 15  | Yuriy Protasov   | 8   | 8   |     |     |     |     | 2     |
| 16  | Leonid Protasov  | 10  | 9   | 8   | 9   |     |     | 1     |
| 17  | Irina Protasova  | 12  | 12  | 9   | Ret |     |     | 0     |
| 18  | Massimo Zanin    |     |     |     |     | 9   | NC  | 0     |
|     | Rustem Teregulov |     |     | DNS | DNS |     |     | 0     |
|     | Mariano Bellin   |     |     |     |     | DNS | DNS | 0     |
| Pl. | Förare           | BRA | BRA | SAL | SAL | FRA | FRA | Poäng |

| Färg   | Tecken                 | Betydelse              |
| ------ | ---------------------- | ---------------------- |
| Guld   | 1                      | Segrare                |
| Silver | 2                      | Tvåa                   |
| Brons  | 3                      | Trea                   |
| Grön   | Placering (med poäng)  | Placering (med poäng)  |
| Blå    | Placering (utan poäng) | Placering (utan poäng) |
| Blå    | NC                     | Ej klassificerad       |
| Lila   | DNF                    | Avslutade ej           |
| Lila   | RET                    | Avbröt tävlingen       |
| Röd    | DNQ                    | Ej kvalificerad        |
| Röd    | DNPQ                   | Ej för-kvalificerad    |
| Röd    | DNA                    | Icke närvarande        |
| Svart  | DSQ                    | Diskvalificerad        |
| Vit    | DNS                    | Startade ej            |
| Vit    | WD                     | Drog sig ur            |
| Vit    | C                      | Racet inställt         |
| Blank  | DE                     | Deltog ej              |
| Blank  | EX                     | Utesluten              |

### Super Production
| Pl. | Förare         | BRA | BRA | SAL | SAL | FRA | FRA | Poäng |
| --- | -------------- | --- | --- | --- | --- | --- | --- | ----- |
| 1   | Vojislav Lekić |     |     | 10  | 11  | 11  | 11  | 40    |
| 2   | Fabio Fabiani  |     |     | 11  | 12  | 14  | 12  | 32    |
|     | Marcis Birkens | Ret | DNS |     |     |     |     | 0     |
| Pl. | Förare         | BRA | BRA | SAL | SAL | FRA | FRA | Poäng |

### Super 1600
| Pl. | Förare            | BRA | BRA | SAL | SAL | FRA | FRA | Poäng |
| --- | ----------------- | --- | --- | --- | --- | --- | --- | ----- |
| 1   | Carsten Seifert   | 13  | 11  | 13  | 14  | 10  | 9   | 54    |
| 2   | Jens Löhnig       | 11  | 10  | NC  | 13  | 12  | 13  | 44    |
| 3   | Sergey Krylov     |     |     | 14  | 15  | 13  | 14  | 25    |
| 4   | Charlie Geipel    |     |     |     |     | 16  | 10  | 12    |
| 5   | Florian Heitmeier | 14  | 13  |     |     |     |     | 12    |
| 6   | Zeljiko Markovic  |     |     |     |     | 15  | 15  | 9     |
| Pl. | Förare            | BRA | BRA | SAL | SAL | FRA | FRA | Poäng |